# Turbonilla clementina
Turbonilla clementina är en snäckart som beskrevs av Bartsch 1927. Turbonilla clementina ingår i släktet Turbonilla och familjen Pyramidellidae. Inga underarter finns listade i Catalogue of Life.